# GJ 3737
GJ 3737 ist ein Stern im Sternbild Zentaur (Centaurus).
Er findet sich nicht unter den ersten Sternen des Bruce Proper Motion Survey,
ist aber Objekt in späteren Untersuchungen von Willem Jacob Luyten,
sodass er in den folgenden Versionen seiner Sternenkataloge aufgeführt wird
(L471-42, LFT 932,
LHS 337
,
LTT 4818

und NLTT 31382).
Da im Rahmen des Projekts Fotoplatten ausgewertet wurden, deren Aufnahmen bis in
das Jahr 1896 zurückreichten, ist das genaue Jahr seiner Entdeckung nicht bekannt.

## Astrometrie

### Bestimmung der Entfernung für GJ 3737
| Quelle                  | Parallaxe (mas) | Entfernung (pc) | Entfernung (Lj)  | Entfernung (Pm)  |
| ----------------------- | --------------- | --------------- | ---------------- | ---------------- |
| Gliese & Jahreiß (1991) | 139 (27)        | 7,19 +1,74−1,17 | 23,46 +5,66−3,81 | 222,0 +53,5−36,1 |
| Henry et al. (2006)     | 155,37 (1,99)   | 6,436 (84)      | 20,993 (272)     | 198,60 (2,58)    |
| RECONS TOP100 (2012)    | 156,78 (1,99)   | 6,378 (84)      | 20,804 (267)     | 196,82 (2,53)    |
| Gaia DR2                | 149,842 (75)    | 6,6737 (33)     | 21,7671 (109)    | 205,928 (104)    |
| Gaia DR3                | 150,078 (32)    | 6,6632 (14)     | 21,7329 (47)     | 205,605 (44)     |

Die präziseste Bestimmung ist fett markiert. 

### Position der Sonne am Himmel eines fiktiven Planeten um GJ 3737

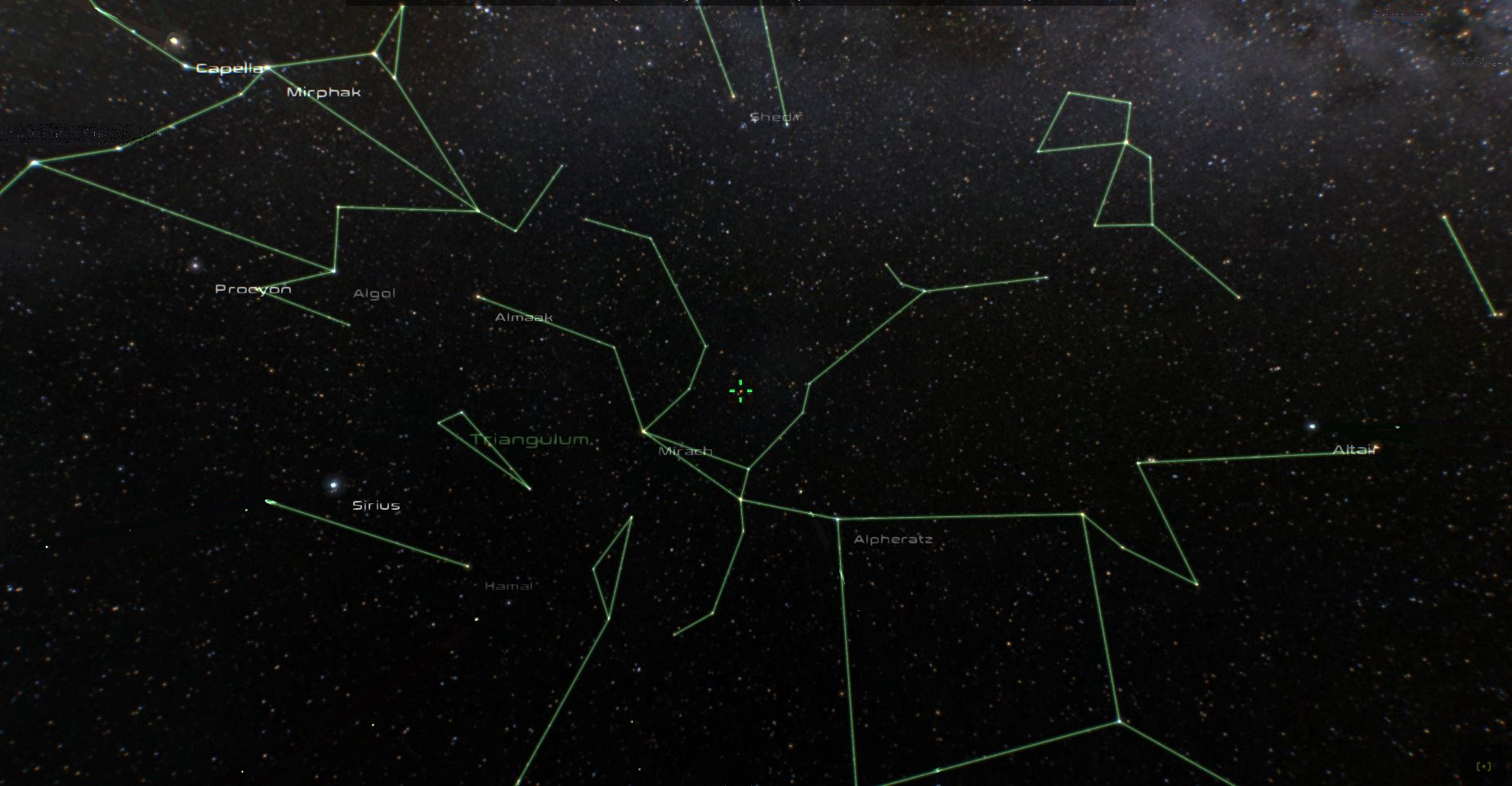
Die Position der Sonne betrachtet von einem fiktiven
Planeten im GJ 3737-System

Der Sternenhimmel aus der Perspektive von GJ 3737 aus gesehen lässt sich beispielsweise mit
Gaia Sky darstellen. Aus dieser Perspektive steht die Sonne im (verzerrten) Sternbild Andromeda mit einer Helligkeit von ca. Mag 3.9 (in der Graphik markiert durch das
Kreuz). Zu beachten ist auch, dass von einem fiktiven Planeten im GJ 3737-System aus gesehen die Sterne Sirius am Nachthimmel im Sternbild Widder, Prokyon im Perseus und Altair im Pegasus stehen würden.

### Die 5 nächsten Nachbarsterne von GJ 3737
| Stern                   | Spektralklasse | Entfernung zu GJ 3737 (Lj) |
| ----------------------- | -------------- | -------------------------- |
| GL Virginis             | M4.5           | 2.88                       |
| 2MASS J12590470-4336243 | M8             | 4.13                       |
| LHS 340                 | M3             | 4.54                       |
| GJ 445                  | M4             | 5.45                       |
| GJ 1154                 | M4.5           | 5.53                       |

Alle Nachbarn sind leuchtschwache rote Zwergsterne, d. h. von GJ 3737 aus wäre mit bloßem Auge keiner seiner nächsten Nachbarn sichtbar.

### Bewegung

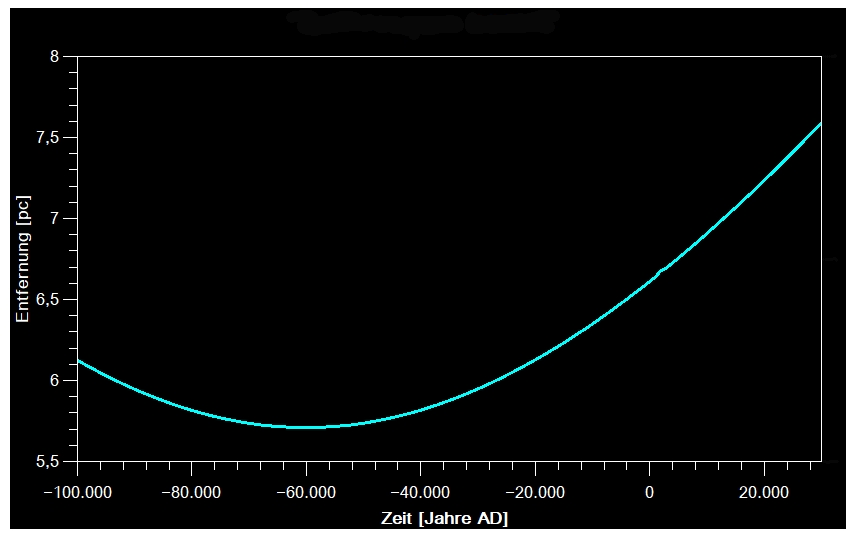
Entfernung von GJ 3737 zur Sonne gegen die Zeit.

GJ 3737 bewegt sich zur Zeit am Himmel mit ca. 1,47 Bogensekunden pro Jahr scheinbar in etwa in Richtung Alpha Centauri und entfernt sich von uns mit 28 km/sec. Die kürzeste Distanz von ca. 5,7 Parsec (ca. 18,6 Lichtjahre) wurde vor etwa 62000 Jahren erreicht.

## Physikalische Eigenschaften
GJ 3737 ist ein Hauptreihenstern der Spektralklasse M4.5 mit 0,16 Sonnenmassen und einer entsprechenden Oberflächentemperatur von ca. 3200 K. Im Gegensatz zu vielen anderen roten Zwergen zeigt GJ 3737 nur geringe stellare Aktivität in der Größenordnung von einem starken Ausbruch pro 10 - 100 Millionen Jahren,
gehört also nicht zu den besonders aktiven Flare-Sternen. Die langsame Rotation
von 122 Tagen ist nicht untypisch für Sterne dieser Größe. Das Alter des Sterns
wurde bisher noch nicht exakt bestimmt, jedoch deuten die geringe Aktivität und die langsame Rotation
eher auf ein höheres Alter von über 5 Milliarden Jahren hin.

## Planeten
Untersuchungen sowohl mit der Radialgeschwindigkeitsmethode
(HARPS)
als auch mittels Transitmethode (Tess)
konnten bisher keine Planeten nachweisen.